# アガフィヤ・ロスチスラヴナ
アガフィヤ・ロスチスラヴナ（ロシア語: Агафья Ростиславна、生没年不詳）は、キエフ大公ロスチスラフ1世の娘であり、ノヴゴロド・セヴェルスキー公オレグの二番目の妻である。
アガフィヤは『イパーチー年代記』の中で2回言及されている。すなわち、1165年6月29日にノヴゴロド・セヴェルスキー公オレグと結婚したという記述と、1168年に夫のオレグと共に、チェチェルスクでのロスチスラフ1世の歓待会に参加したという記述である。
1979年、イーゴリ・デルジャベツはアガフィヤを『イーゴリ軍記』の作者とする仮説を論じたが、レフ・ドミトリエフ(ru)は、その論拠は非科学的なものであると評している。